# Тетраплегія
Тетраплегія (дав.-гр. τετράζ — чотири та дав.-гр. plēgē  — удар), також квадриплегія (лат. quattuor — чотири) — параліч усіх чотирьох кінцівок. Виникає при пошкодженні верхнього відділу шийної частини спинного мозку або обох півкуль головного мозку (тяжка черепно-мозкова травма). У літературі та інтернеті можна зустріти два варіанти назви такого стану — тетраплегія та квадриплегія. Правильним для вживання вважається термін тетраплегія, оскільки він складається двох частин, які походять з одної мови — давньогрецької, в той час як квадриплегія являє собою мікс латинської та давньогрецької.